# 三倉岳県立自然公園

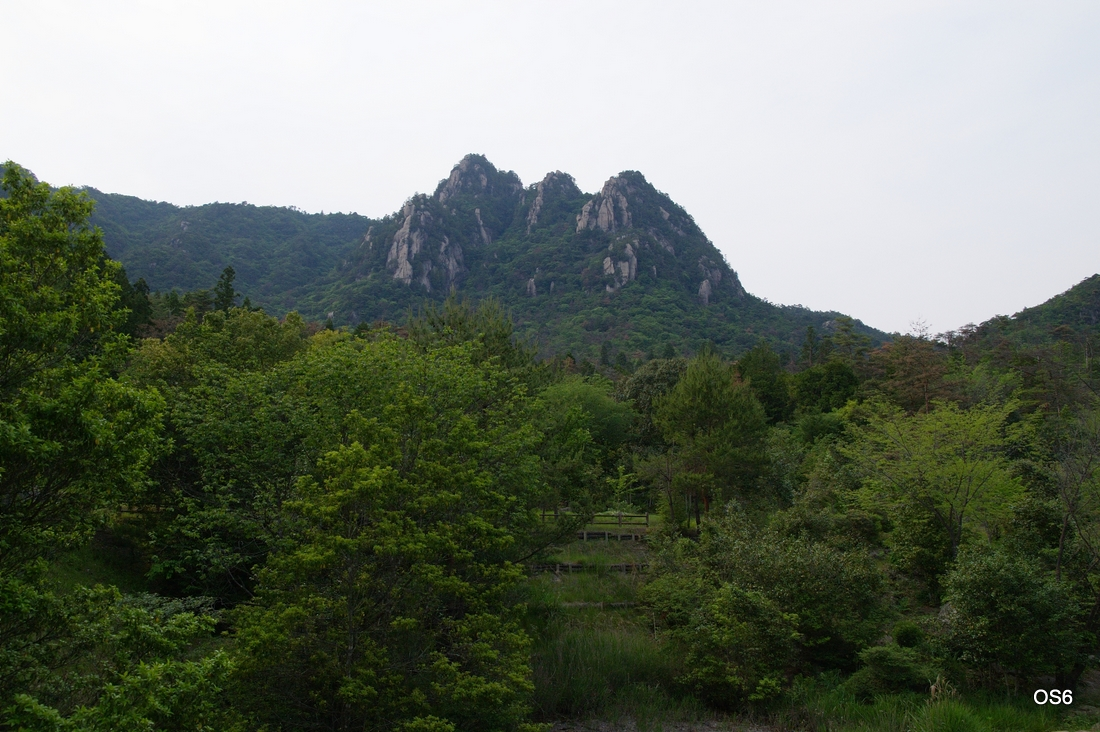
三倉岳

三倉岳県立自然公園（みくらだけけんりつしぜんこうえん）は、広島県大竹市栗谷町にある県立自然公園である。朝日岳、中岳、夕陽岳からなる三倉岳の登山と野外活動等の利用促進を図るため1971年11月に設置された。

## 概要
県有施設にキャンプ場、歩道。車道、駐車場、野外卓、ベンチ、標識類などがある。年間3万4千人が訪れる。 
| 項目   | 詳細情報                     |
| 管理者 | 三倉岳県立自然公園連絡協議会 |
| 面積   | 499ha                        |

## アクセス

### 車
山陽自動車道大竹インターチェンジから約35分

### バス
玖波駅バス停から約40分、栗谷支所前下車（栗谷線）